# Grande ritirata (Russia)
La grande ritirata (in russo Великое отступление, traslitterato "Velikoje otstupljenije") è il nome con cui è nota la ritirata delle truppe russe dalla Galizia e Polonia durante la prima guerra mondiale.

## Contesto
All'inizio del 1915 il massiccio afflusso di rinforzi sul fronte orientale favorì lo schieramento delle Potenze Centrali. Furono formate quattro nuove armate tedesche: la 11ª, la 12ª, l'Armata del Niemen e l'Armata del Bug, pertanto si modificò l'equilibrio sul fronte orientale, poiché contro le tredici armate austro-tedesche erano schierate solo 9 armate russe. Sotto pressante richiesta del Kaiser, il capo di stato maggiore Falkenhayn si piegò alla volontà di Hindenburg e Ludendorff di continuare l'offensiva.
A fronte di questi sviluppi, la Stavka russa decise di mettere in atto una ritirata strategica al fine di guadagnare il tempo necessario a mettere il potenziale industriale russo in grado di sostenere lo sforzo bellico. Nonostante il potenziale bellico messo in campo dai tedeschi, il problema più grave per l'esercito russo nella primavera 1915 era la carenza di armi e munizioni, pertanto un gran numero degli uomini che erano stati mobilitati nel 1914 era senza armi.
Da un punto di vista militare, la capitale della Polonia, Varsavia, era della massima importanza: la città era una delle migliori fortezze dell'epoca, il perno del gruppo di fortezze detto il Triangolo Polacco, composto a sud da Ivangorod sulla Vistola, ad est da Brest-Litovsk, oltre che da Varsavia stessa. Il sistema fortificato, completato dalla fortezza di Novo Georgievsk, doveva confrontarsi con tre fronti di guerra, due tedeschi (al nord ed al centro) ed uno austriaco (a sud).

## L'offensiva tedesca
Dopo l'offensiva di Gorlice-Tarnów dell'inizio di giugno 1915, le armate di Mackensen attraversarono il fiume San e conquistarono Przemyśl. Il 20 giugno l'alto comando russo ordinò la ritirata dalla Galizia ed il 22 giugno i tedeschi occuparono Lvov, la capitale della regione. La ritirata dalla Galizia provocò gravi conseguenza a tutte le popolazioni di diverse etnie che abitavano la regione: agli ebrei fu rifiutato il permesso di trasferirsi in altri territori dell'impero russo, permesso che invece fu accordato ai galiziani di religione ortodossa, che avevano anche l'opportunità di acquisire la cittadinanza russa nel caso si fossero trasferiti nelle regioni asiatiche. Numerosi tedeschi della Galizia erano già stati trasferiti nella regione della Volinia alla fine del 1914. Durante la grande ritirata russa dell'estate 1915, centinaia di migliaia di ebrei, tedeschi e polacchi della Galizia furono brutalmente evacuati e trasferiti dalla zona di guerra verso oriente.
Grazie alla conquista di Leopoli il generale Mackensen fu promosso feldmaresciallo, comandante di un gruppo di 4 armate austro-tedesche. Tra il 23 ed il 27 giugno i tedeschi attraversarono anche il fiume Dniester, infine l'offensiva fu fermata all'inizio di luglio a causa dei contrattacchi dei russi.
Il 13 luglio le armate delle Potenze Centrali ripresero l'offensiva, da sud verso nord, sull'intero fronte galiziano. In inferiorità numerica e non perfettamente posizionata, la linea delle unità russe andò in crisi e fu ritirata su nuove posizioni difensive (Ivangorod-Lublino-Chełm).

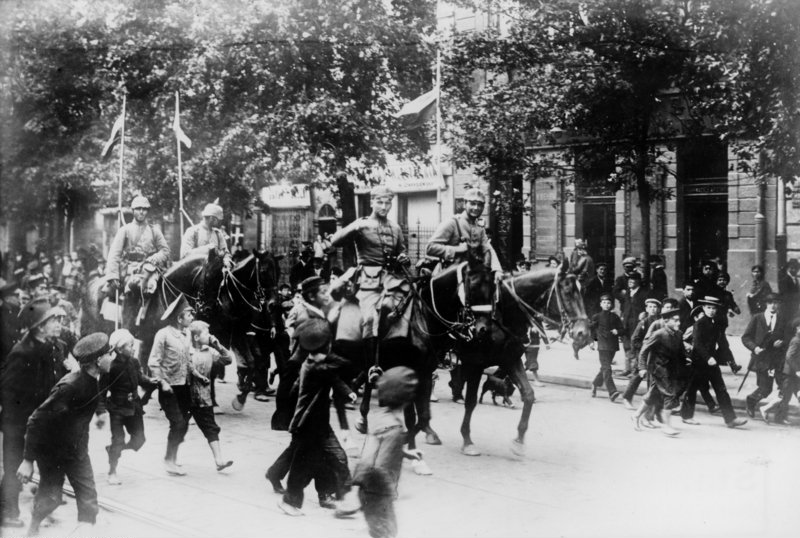
La cavalleria tedesca entra a Varsavia, 5 agosto 1915

La situazione era resa ancora più grave dal fatto che anche la 10ª e l'Armata del Niemen stavano spingendo sul settore nord del fronte, con il rischio di provocare un ampio aggiramento dell'intero schieramento russo.
Il 13 luglio tutto il settore sud dello schieramenti russo era indietreggiato di altri 150 chilometri verso il Buh Occidentale, lasciando in mano russe solo una piccola porzione di Polonia, attorno alle fortezze di Varsavia e Ivangorod. Il 22 luglio le armate degli imperi centrali attraversarono la Vistola. In agosto la 4ª Armata russa abbandonava la fortezza di Ivangorod. Con il procedere della ritirata russa anche Varsavia venne lasciata e la 12ª Armata tedesca (comandata da Gallwitz) ebbe l'occasione di occuparla fra il 4 ed il 5 agosto 1915.
Varsavia era la seconda grande città europea a cadere in mani tedesche, ad un anno esatto dalla conquista di Bruxelles, inoltre, per la prima volta dalla caduta di Napoleone, la Russia perdeva il controllo della capitale polacca.
Mentre proseguiva l'avanzata dei tedeschi ad oriente di Varsavia, i russi affidavano alla guarnigione della fortezza di Novogeorgievsk, situata alla confluenza dei fiumi Buh e Vistola, il compito di frenare in qualche modo il nemico.
Nuovi attacchi di tre armate tedesche (la 8ª, la 10ª e la 12ª) dalla Prussia Orientale in direzione sud causarono ben presto il collasso anche sul settore settentrionale, costringendo i russi ad arretrare le posizioni in modo da formare una linea quasi retta in direzione nord-sud. Al termine dell'offensiva i tedeschi conquistarono Brest-Litovsk (il 25 agosto) e Vilnius (19 settembre).

## Conseguenze
Il 1915 fu un anno disastroso per la Russia, la perdita della Polonia e dei territori sul confine polacco-tedesco, il gran numero di prigionieri ed il collasso nel sistema dei rifornimenti, provocarono una grave crisi politica interna, mentre crollava il morale delle truppe, costrette alla ritirata.
Un'altra grave decisione presa dall'alto comando russo fu la politica della "terra bruciata", adottata nei confronti dei territori abbandonati, che si accompagnava alla evacuazione forzata delle popolazioni, in modo da evitare che potessero supportare il nemico occupante.